# Таммет, Дэниел
Дэниел Таммет (также используется вариант Даниэль Таммет) (англ. Daniel Tammet; род. 31 января 1979, Лондон, Великобритания) — британский высокоодарённый савант. Сам Дэниел характеризует себя как «сверхработоспособный савант-аутист». Также синестет.

## Биография
Дэниэл Пол Корни (англ. Daniel Paul Corney) родился 31 января 1979 года в Лондоне, Великобритания. Он был старшим из девяти детей.
В зрелом возрасте Дэниэл изменил имя, мотивируя это тем, что оно не подходит ему. Дэниэл убрал своё второе имя Пол и изменил фамилию Корни на Таммет, что в переводе с эстонского означает «дуб».
В четыре года Дэниэл перенёс тяжелейший припадок эпилепсии, после чего в его мозге, предположительно, произошли некие изменения, повлиявшие на умственные способности. С тех пор Дэниэл стал в состоянии производить в уме сложнейшие вычисления, оперируя с числами, состоящими из более чем ста знаков (к примеру делит 13 на 97, определяя около ста знаков), при этом не напрягая ум.

Он может «чувствовать», является ли число простым или составным.
Я представляю цифры в виде визуальных образов. У них есть цвет, структура, форма. Числовые последовательности предстают в моём сознании как пейзажи. Как картины. В моей голове как будто возникает вселенная с её четвёртым измерением.
14 марта 2004 года Дэниэл побил рекорд Европы, воспроизведя 22 514 знаков после запятой числа Пи за 5 часов и 9 минут.
Таммет знает одиннадцать языков: английский (родной), французский, финский, эстонский, испанский, немецкий, литовский, эсперанто, румынский, валлийский и исландский. Кроме того, он сам изобрёл новый язык — манти (Mänti), грамматика которого сходна с финским и эстонским языками.

## Личная жизнь
С 2000 по 2007 год  Таммет встречался с инженером-компьютерщиком Нилом Митчеллом, совместно с которым управлял интернет-ресурсом Optimnem, компанией по дистанционному обучению.
Сейчас Дэниэл живёт в Авиньоне, Франция, вместе со своим мужем — фотографом Жеромом Тэйботом.
В жизни Таммет придерживается строгого порядка: домашние тапочки нельзя надеть раньше футболки, душ можно принять только после того, как будут почищены зубы. Обожает шахматы, любит рисовать.
Дэниэл не имеет высшего образования.

## Произведения
- «Рождённый в голубой день»
- «Объять безмерное небо»
- «Думая числами»
- «Мишенька» (2016) — роман о матче за звание чемпиона мира по шахматам 1960 года[9].